# ديشمبية برتروانية
ديشمبية برتروانية (الاسم العلمي:Deschampsia berteroana) هي نوع من النباتات تتبع جنس الديشمبية من الفصيلة النجيلية.